# International Pickup of the Year

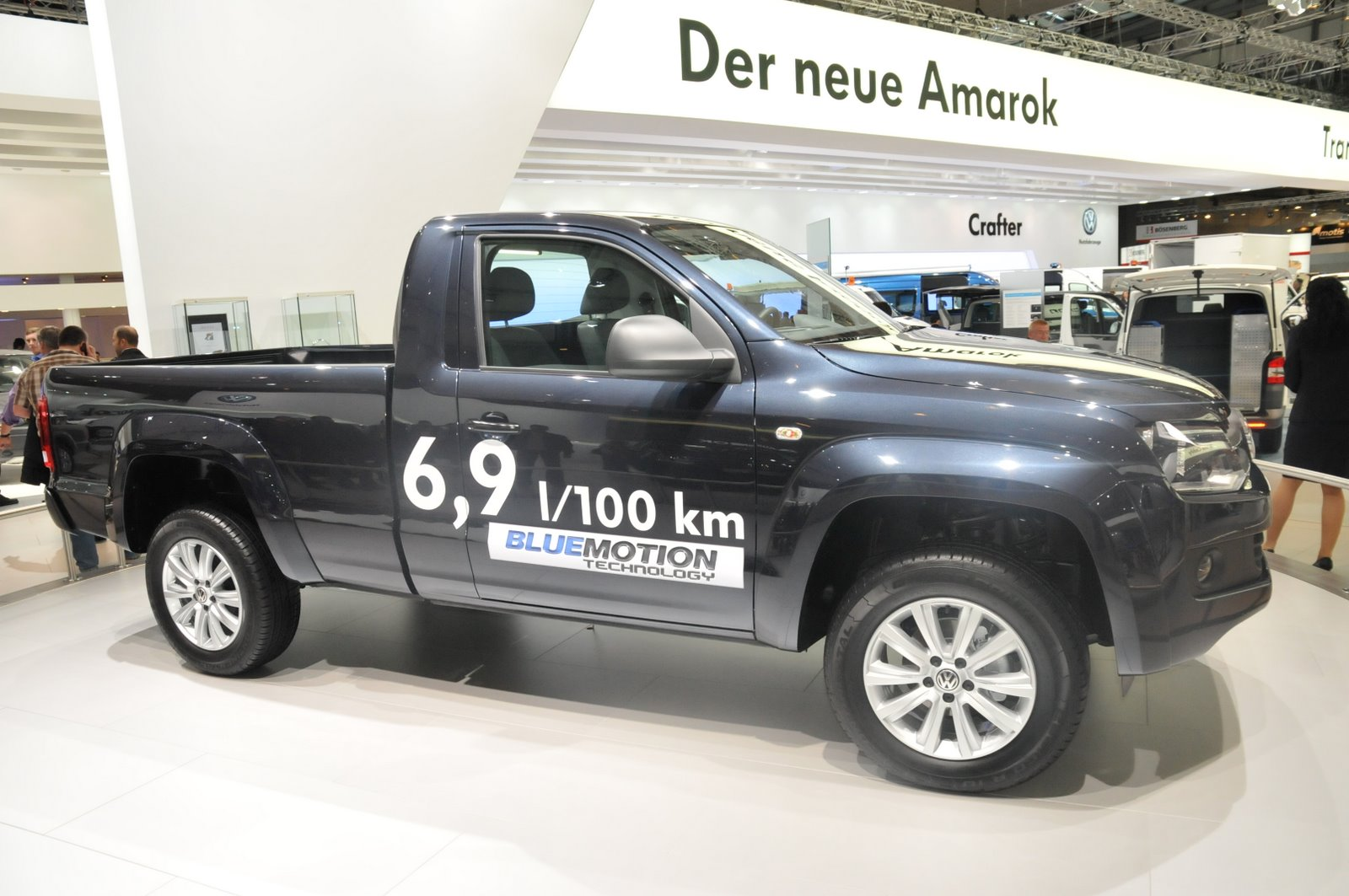
Volkswagen Amarok Single Cab, International Pickup of the Year 2011

International Pickup of the Year (IPoY) (pol. Międzynarodowy Pickup Roku) – to europejski konkurs na najlepszy lekki samochód użytkowy z nadwoziem typu pick-up, organizowany od 2010 roku.

## Historia i zasady konkursu
Pierwszy konkurs został zorganizowany w 2010 roku. Prawdopodobnie część członków jury tego konkursu zasiada również w jury konkursów Samochód Roku i Samochód Dostawczy Roku.
Pierwszy tytuł został wręczony podczas targów IAA 2010 we wrześniu 2010 roku w Hanowerze. Tytuł przyznawany w danym roku, dotyczy roku następnego.

## Laureaci
| Tytuł na rok | Jurorzy | Zwycięzca                    | Pkt. | 2 miejsce       | Pkt. | 3 miejsce        | Pkt. |
| ------------ | ------- | ---------------------------- | ---- | --------------- | ---- | ---------------- | ---- |
| 2011         | 23      | Volkswagen Amarok Single Cab | –    |                 |      |                  |      |
| 2013         | ?       | Ford Ranger Double Cab       | 47   | Isuzu D-Max     | 29   | Volkswgen Amarok | 17   |
| 2016         | ?       | Nissan NP300 Navara          | 80   | Mitsubishi L200 | 47   | Ford Ranger      | 39   |